# Оукхерст (Тексас)
Оукхерст (енгл. Oakhurst) насељено је место без административног статуса у америчкој савезној држави Тексас.

## Демографија
По попису из 2010. године број становника је 233, што је 3 (1,3%) становника више него 2000. године.
| Група             | 2000.       | 2010.       |
| Белци             | 188 (81,7%) | 192 (82,4%) |
| Афроамериканци    | 34 (14,8%)  | 31 (13,3%)  |
| Азијати           | 0 (0,0%)    | 0 (0,0%)    |
| Хиспаноамериканци | 7 (3,0%)    | 9 (3,9%)    |
| Укупно            | 230         | 233         |